# Fußball-Club Bayern München 2009-2010
Questa voce raccoglie le informazioni riguardanti il Fußball-Club Bayern München nelle competizioni ufficiali della stagione 2009-2010.

## Stagione
Prima che la stagione inizi il club ingaggia Louis van Gaal come allenatore, ed è molto attivo sul fronte del calciomercato: dal Karlsruhe torna Andreas Görlitz, inoltre vengono messi sotto contratto Anatolij Tymoščuk, Ivica Olić, Edson Braafheid, che viene prelevato dal Twente, Arjen Robben dal Real Madrid e Danijel Pranjić dall'Heerenveen. Arriva anche, per 30 milioni di euro, l'attaccante tedesco di origini spagnole Mario Gómez; riguardo a quest'ultimo acquisto, però, il tecnico olandese dichiara che questa ingente spesa non era necessaria per il suo progetto. In campionato la squadra si ritrova in ottava posizione dopo dodici giornate, e in dicembre si guadagna la qualificazione alla fase ad eliminazione diretta della Champions League vincendo 4-1 in casa della Juventus, e finendo così seconda dietro il Bordeaux. Negli ottavi della manifestazione elimina la Fiorentina grazie alla regola dei gol fuori casa, tuttavia nascono delle polemiche in merito ad alcune decisioni arbitrali favorevoli ai tedeschi nella vittoriosa partita di Monaco. Eliminato in seguito anche il Manchester United grazie ad una vittoria per 2-1 a Monaco e ad una sconfitta per 3-2 a Manchester, peraltro dopo essere stato in svantaggio per 3-0, i tedeschi, dopo aver avuto la meglio anche sull'Olympique Lione si qualificano all'ottava finale nella maggiore manifestazione continentale. Intanto però hanno già vinto sia il campionato, staccando lo Schalke 04 di cinque punti, che la Coppa di Germania, conquistata dopo la vittoria per 4-0 nella finale contro il Werder Brema; anche gli avversari dell'Inter hanno conquistato il double, perciò per le due squadre conquistare la coppa significa anche centrare il treble. L'ultima partita della Champions si gioca il 22 maggio a Madrid, ma viene vinta dai nerazzurri grazie alla doppietta di Diego Milito, che segna un gol per tempo.

## Divise
|  | Casa Maglia |  | Casa Alternativa |  | Casa Finals |  | Trasferta Maglia |  | Trasferta Alternativa |  | Terza Maglia |

## Staff tecnico
| Allenatore:          | Louis van Gaal                |
| Vice-Allenatore:     | Hermann Gerland               |
| Vice-Allenatore:     | Andries Jonker                |
| Direttore Sportivo:  | Christian Nerlinger           |
| Allenatore portieri: | Walter Junghans               |
| Medico sociale:      | Hans-Wilhelm Müller-Wohlfahrt |

## Rosa

### Giocatori in prestito
| N. |                     | Ruolo | Calciatore        |
| -- | ------------------- | ----- | ----------------- |
| 14 | Germania (bandiera) | D     | Georg Niedermeier |
| 39 | Germania (bandiera) | C     | Toni Kroos        |

## Risultati

### Bundesliga

#### Girone di andata
| Arbitro: | Rafati |

|           |           |          |
| Obasi 41’ | Marcatori | 25’ Olić |

| Arbitro: | Gräfe |

|           |           |          |
| Gómez 72’ | Marcatori | 39’ Özil |

| Arbitro: | Kinhöfer |

|                          |           |                    |
| Ivanschitz 25’ Bancé 38’ | Marcatori | 47’ (aut.) Noveski |

| Arbitro: | Kempter |

|                           |           |  |
| Gómez 27’ Robben 68’, 80’ | Marcatori |  |

| Arbitro: | Kircher |

|             |           |                                                         |
| Hummels 10’ | Marcatori | 36’ Gómez 50’ Schweinsteiger 65’ Ribéry 78’, 88’ Müller |

| Arbitro: | Meyer |

|                     |           |                   |
| Olić 55’ Buyten 82’ | Marcatori | 73’ Choupo-Moting |

| Arbitro: | Weiner |

|            |           |  |
| Petrić 72’ | Marcatori |  |

| Monaco di Baviera 3 ottobre 2009, ore 15:30 CEST 8ª giornata | Bayern Monaco | 0 – 0 referto | Colonia | Allianz Arena (69 000 spett.)\| Arbitro: \| Wagner \| |
| Arbitro:                                                     | Wagner        |               |         |                                                       |

| Arbitro: | Gräfe |

|               |           |                           |
| Reisinger 90’ | Marcatori | 42’ Müller 68’ (aut.) Cha |

| Arbitro: | Drees |

|                       |           |           |
| Robben 70’ Buyten 88’ | Marcatori | 60’ Meier |

| Stoccarda 31 ottobre 2009, ore 15:30 CET 11ª giornata | Stoccarda | 0 – 0 referto | Bayern Monaco | Mercedes-Benz Arena (42 000 spett.)\| Arbitro: \| Kempter \| |
| Arbitro:                                              | Kempter   |               |               |                                                              |

| Arbitro: | Meyer |

|            |           |           |
| Buyten 30’ | Marcatori | 43’ Matip |

| Arbitro: | Kircher |

|          |           |              |
| Gómez 8’ | Marcatori | 14’ Kießling |

| Arbitro: | Kinhöfer |

|  |           |                               |
|  | Marcatori | 19’ Müller 47’ Olić 90’ Gómez |

| Arbitro: | Weiner |

|                         |           |              |
| Gómez 19’ Badstuber 75’ | Marcatori | 28’ Brouwers |

| Arbitro: | Meyer |

|           |           |                                                       |
| Fuchs 76’ | Marcatori | 23’ Gómez 33’ (aut.) Mavraj 43’, 50’ Olić 56’ Pranjić |

| Arbitro: | Fritz |

|                                                     |           |                       |
| Buyten 16’ Gómez 31’ Robben 32’ Müller 60’ Olić 77’ | Marcatori | 71’ Ramos 90’ Raffael |

#### Girone di ritorno
| Arbitro: | Kinhöfer |

|                          |           |  |
| Demichelis 35’ Klose 86’ | Marcatori |  |

| Arbitro: | Kircher |

|                      |           |                                |
| Hunt 10’ Almeida 75’ | Marcatori | 25’ Müller 35’ Olić 78’ Robben |

| Arbitro: | Rafati |

|                                 |           |  |
| Buyten 58’ Gómez 75’ Robben 86’ | Marcatori |  |

| Arbitro: | Gräfe |

|             |           |                                 |
| Grafite 90’ | Marcatori | 2’ Robben 26’ Buyten 57’ Ribéry |

| Arbitro: | Kircher |

|                                     |           |          |
| van Bommel 22’ Robben 50’ Gómez 65’ | Marcatori | 6’ Zidan |

| Arbitro: | Kinhöfer |

|              |           |            |
| Gündoğan 54’ | Marcatori | 38’ Müller |

| Arbitro: | Wagner |

|            |           |  |
| Ribéry 78’ | Marcatori |  |

| Arbitro: | Rafati |

|              |           |                    |
| Podolski 31’ | Marcatori | 58’ Schweinsteiger |

| Arbitro: | Schmidt |

|                        |           |             |
| Robben 75’, 83’ (rig.) | Marcatori | 31’ Makiadi |

| Arbitro: | Weiner |

|                       |           |          |
| Tsoumou 87’ Fenin 89’ | Marcatori | 6’ Klose |

| Arbitro: | Meyer |

|          |           |                       |
| Olić 32’ | Marcatori | 41’ Träsch 50’ Marica |

| Arbitro: | Gräfe |

|             |           |                       |
| Kurányi 32’ | Marcatori | 25’ Ribéry 26’ Müller |

| Arbitro: | Kircher |

|           |           |                   |
| Vidal 59’ | Marcatori | 51’ (rig.) Robben |

| Arbitro: | Wingenbach |

|                                                    |           |  |
| Olić 21’, 49’ Robben 30’, 50’, 90’ Müller 44’, 62’ | Marcatori |  |

| Arbitro: | Weiner |

|          |           |           |
| Reus 60’ | Marcatori | 73’ Klose |

| Arbitro: | Schmidt |

|                      |           |           |
| Müller 18’, 20’, 69’ | Marcatori | 85’ Fuchs |

| Arbitro: | Meyer |

|           |           |                          |
| Ramos 60’ | Marcatori | 20’ Olić 74’, 88’ Robben |

### Coppa di Germania
| Arbitro: | Wingenbach |

|           |           |                                    |
| Throm 80’ | Marcatori | 51’, 57’ (rig.) Gómez 82’ Altıntop |

| Arbitro: | Zwayer |

|                                                        |           |  |
| Embers 32’ (aut.) Gómez 41’ Buyten 67’, 86’ Müller 70’ | Marcatori |  |

| Arbitro: | Kinhöfer |

|  |           |                                    |
|  | Marcatori | 14’, 19’ Klose 29’ Müller 52’ Toni |

| Arbitro: | Weiner |

|                                                                         |           |                       |
| Müller 5’, 82’ Robben 58’ (rig.) Ribéry 61’ Lahm 65’ Allagui 89’ (aut.) | Marcatori | 10’ Nöthe 41’ Allagui |

| Arbitro: | Kircher |

|  |           |             |
|  | Marcatori | 112’ Robben |

| Arbitro: | Kinhöfer |

|  |           |                                                          |
|  | Marcatori | 36’ (rig.) Robben 52’ Olić 63’ Ribéry 83’ Schweinsteiger |

### Champions League

#### Fase a gironi
| Arbitro: | Skomina |

|  |           |                            |
|  | Marcatori | 65’ Buyten 85’, 88’ Müller |

| Monaco di Baviera 30 settembre 2009, ore 20:45 CEST 2ª giornata | Bayern Monaco | 0 – 0 referto | Juventus | Allianz Arena (66 000 spett.)\| Arbitro: \| Webb \| |
| Arbitro:                                                        | Webb          |               |          |                                                     |

| Arbitro: | Hauge |

|                      |           |                 |
| Ciani 29’ Planus 41’ | Marcatori | 6’ (aut.) Ciani |

| Arbitro: | Proença |

|  |           |                          |
|  | Marcatori | 37’ Gourcuff 90’ Chamakh |

| Arbitro: | Thomson |

|          |           |  |
| Olić 62’ | Marcatori |  |

| Arbitro: | Busacca |

|               |           |                                                 |
| Trezeguet 19’ | Marcatori | 30’ (rig.) Butt 52’ Olić 83’ Gómez 90’ Tymoščuk |

#### Fase ad eliminazione diretta
| Arbitro: | Øvrebø |

|                             |           |              |
| Robben 45’ (rig.) Klose 89’ | Marcatori | 50’ Krøldrup |

| Arbitro: | Mallenco |

|                             |           |                           |
| Vargas 28’ Jovetić 54’, 64’ | Marcatori | 60’ van Bommel 65’ Robben |

| Arbitro: | De Bleeckere |

|                     |           |           |
| Ribéry 76’ Olić 90’ | Marcatori | 2’ Rooney |

| Arbitro: | Rizzoli |

|                        |           |                     |
| Gibson 3’ Nani 7’, 41’ | Marcatori | 43’ Olić 74’ Robben |

| Arbitro: | Rosetti |

|            |           |  |
| Robben 69’ | Marcatori |  |

| Arbitro: | Busacca |

|  |           |                    |
|  | Marcatori | 25’, 67’, 78’ Olić |

| Arbitro: | Webb |

|  |           |                 |
|  | Marcatori | 35’, 70’ Milito |

## Statistiche

### Statistiche di squadra
| Competizione      | Punti | In casa | In casa | In casa | In casa | In casa | In casa | In trasferta | In trasferta | In trasferta | In trasferta | In trasferta | In trasferta | Totale | Totale | Totale | Totale | Totale | Totale | DR  |
| Competizione      | Punti | G       | V       | N       | P       | Gf      | Gs      | G            | V            | N            | P            | Gf           | Gs           | G      | V      | N      | P      | Gf     | Gs     | DR  |
| ----------------- | ----- | ------- | ------- | ------- | ------- | ------- | ------- | ------------ | ------------ | ------------ | ------------ | ------------ | ------------ | ------ | ------ | ------ | ------ | ------ | ------ | --- |
| Bundesliga        | 70    | 17      | 12      | 4       | 1       | 39      | 13      | 17           | 8            | 6            | 3            | 33           | 18           | 34     | 20     | 10     | 4      | 72     | 31     | +41 |
| Coppa di Germania | -     | 2       | 2       | 0       | 0       | 11      | 2       | 4            | 4            | 0            | 0            | 12           | 1            | 6      | 6      | 0      | 0      | 23     | 3      | +20 |
| Champions League  | -     | 7       | 4       | 1       | 2       | 6       | 6       | 6            | 3            | 0            | 3            | 15           | 9            | 13     | 7      | 1      | 5      | 21     | 15     | +6  |
| Totale            | -     | 26      | 18      | 5       | 3       | 56      | 21      | 27           | 15           | 6            | 6            | 60           | 28           | 53     | 33     | 11     | 9      | 116    | 49     | +67 |

### Andamento in campionato
| Giornata  | 1  | 2  | 3  | 4 | 5 | 6 | 7 | 8 | 9 | 10 | 11 | 12 | 13 | 14 | 15 | 16 | 17 | 18 | 19 | 20 | 21 | 22 | 23 | 24 | 25 | 26 | 27 | 28 | 29 | 30 | 31 | 32 | 33 | 34 |
| --------- | -- | -- | -- | - | - | - | - | - | - | -- | -- | -- | -- | -- | -- | -- | -- | -- | -- | -- | -- | -- | -- | -- | -- | -- | -- | -- | -- | -- | -- | -- | -- | -- |
| Luogo     | T  | C  | T  | C | T | C | T | C | T | C  | T  | C  | C  | T  | C  | T  | C  | C  | T  | C  | T  | C  | T  | C  | T  | C  | T  | C  | T  | T  | C  | T  | C  | T  |
| Risultato | N  | N  | P  | V | V | V | P | N | V | V  | N  | N  | N  | V  | V  | V  | V  | V  | V  | V  | V  | V  | N  | V  | N  | V  | P  | P  | V  | N  | V  | N  | V  | V  |
| Posizione | 10 | 11 | 14 | 8 | 5 | 3 | 7 | 8 | 6 | 5  | 6  | 8  | 7  | 4  | 4  | 3  | 3  | 3  | 2  | 2  | 2  | 2  | 2  | 1  | 1  | 1  | 1  | 2  | 1  | 1  | 1  | 1  | 1  | 1  |

Legenda:

Luogo: C = Casa; T = Trasferta. Risultato: V = Vittoria; N = Pareggio; P = Sconfitta.

### Statistiche dei giocatori
| Giocatore         | Bundesliga | Bundesliga | Bundesliga  | Bundesliga | Coppa di Germania | Coppa di Germania | Coppa di Germania | Coppa di Germania | Champions League | Champions League | Champions League | Champions League | Totale   | Totale | Totale      | Totale     |
| Giocatore         | Presenze   | Reti       | Ammonizioni | Espulsioni | Presenze          | Reti              | Ammonizioni       | Espulsioni        | Presenze         | Reti             | Ammonizioni      | Espulsioni       | Presenze | Reti   | Ammonizioni | Espulsioni |
| ----------------- | ---------- | ---------- | ----------- | ---------- | ----------------- | ----------------- | ----------------- | ----------------- | ---------------- | ---------------- | ---------------- | ---------------- | -------- | ------ | ----------- | ---------- |
| H. Butt           | 31         | 0          | 1           | 0          | 3                 | 0                 | 0                 | 0                 | 13               | 1                | 0                | 0                | 47       | 1      | 1           | 0          |
| T. Kraft          | -          | -          | -           | -          | -                 | -                 | -                 | -                 | -                | -                | -                | -                | -        | -      | -           | -          |
| M. Rensing        | 4          | 0          | 0           | 0          | 3                 | 0                 | 0                 | 0                 | -                | -                | -                | -                | 7        | 0      | 0           | 0          |
| H. Badstuber      | 33         | 1          | 3           | 0          | 4                 | 0                 | 0                 | 0                 | 12               | 0                | 3                | 0                | 49       | 1      | 6           | 0          |
| D. Contento       | 9          | 0          | 0           | 0          | 2                 | 0                 | 0                 | 0                 | 3                | 0                | 0                | 0                | 14       | 0      | 0           | 0          |
| M. Demichelis     | 21         | 1          | 5           | 0          | 4                 | 0                 | 0                 | 0                 | 9                | 0                | 2                | 0                | 34       | 1      | 7           | 0          |
| A. Görlitz        | -          | -          | -           | -          | 1                 | 0                 | 0                 | 0                 | -                | -                | -                | -                | 1        | 0      | 0           | 0          |
| P. Lahm           | 34         | 0          | 1           | 0          | 6                 | 1                 | 0                 | 0                 | 13               | 0                | 1                | 0                | 53       | 1      | 2           | 0          |
| C. Lell           | -          | -          | -           | -          | 1                 | 0                 | 0                 | 0                 | -                | -                | -                | -                | 1        | 0      | 0           | 0          |
| D. Buyten         | 31         | 6          | 2           | 0          | 5                 | 2                 | 0                 | 0                 | 12               | 1                | 0                | 1                | 48       | 9      | 2           | 1          |
| D. Alaba          | 3          | 0          | 0           | 0          | 1                 | 0                 | 0                 | 0                 | 2                | 0                | 0                | 0                | 6        | 0      | 0           | 0          |
| H. Altıntop       | 15         | 0          | 1           | 1          | 5                 | 1                 | 0                 | 0                 | 6                | 0                | 1                | 0                | 26       | 1      | 2           | 1          |
| M. Ekici          | -          | -          | -           | -          | -                 | -                 | -                 | -                 | -                | -                | -                | -                | -        | -      | -           | -          |
| D. Pranjić        | 20         | 1          | 1           | 0          | 2                 | 0                 | 0                 | 0                 | 9                | 0                | 3                | 0                | 31       | 1      | 4           | 0          |
| F. Ribéry         | 19         | 4          | 1           | 0          | 4                 | 2                 | 0                 | 0                 | 7                | 1                | 1                | 1                | 30       | 7      | 2           | 1          |
| B. Schweinsteiger | 33         | 2          | 6           | 0          | 4                 | 1                 | 1                 | 0                 | 12               | 0                | 3                | 0                | 49       | 3      | 10          | 0          |
| A. Tymoščuk       | 21         | 0          | 2           | 0          | 4                 | 0                 | 0                 | 0                 | 7                | 1                | 1                | 0                | 32       | 1      | 3           | 0          |
| M. van Bommel     | 25         | 1          | 11          | 0          | 5                 | 0                 | 1                 | 0                 | 10               | 1                | 4                | 0                | 40       | 2      | 16          | 0          |
| M. Gomez          | 29         | 10         | 1           | 0          | 4                 | 3                 | 0                 | 0                 | 12               | 1                | 0                | 0                | 45       | 14     | 1           | 0          |
| M. Klose          | 25         | 3          | 2           | 0          | 5                 | 2                 | 0                 | 0                 | 8                | 1                | 1                | 0                | 38       | 6      | 3           | 0          |
| T. Müller         | 34         | 13         | 3           | 0          | 6                 | 4                 | 0                 | 0                 | 12               | 2                | 0                | 1                | 52       | 19     | 3           | 1          |
| I. Olić           | 29         | 11         | 1           | 0          | 2                 | 1                 | 1                 | 0                 | 10               | 7                | 1                | 0                | 41       | 19     | 3           | 0          |
| A. Robben         | 24         | 16         | 1           | 0          | 3                 | 3                 | 2                 | 0                 | 10               | 4                | 0                | 0                | 37       | 23     | 3           | 0          |
| A. Baumjohann     | 3          | 0          | 0           | 0          | 1                 | 0                 | 0                 | 0                 | -                | -                | -                | -                | 4        | 0      | 0           | 0          |
| E. Braafheid      | 9          | 0          | 1           | 0          | 3                 | 0                 | 0                 | 0                 | 2                | 0                | 0                | 0                | 14       | 0      | 1           | 0          |
| Breno             | 3          | 0          | 0           | 0          | 1                 | 0                 | 0                 | 0                 | -                | -                | -                | -                | 4        | 0      | 0           | 0          |
| A. Ottl           | 4          | 0          | 0           | 0          | 1                 | 0                 | 0                 | 0                 | 4                | 0                | 0                | 0                | 9        | 0      | 0           | 0          |
| J. Sosa           | 3          | 0          | 0           | 0          | 2                 | 0                 | 0                 | 0                 | 1                | 0                | 0                | 0                | 6        | 0      | 0           | 0          |
| L. Toni           | 4          | 0          | 1           | 0          | 2                 | 1                 | 0                 | 0                 | 2                | 0                | 0                | 0                | 8        | 1      | 1           | 0          |